# Canton de Mézières-en-Brenne
Le canton de Mézières-en-Brenne est une ancienne division administrative française, située dans le département de l'Indre, en région Centre-Val de Loire.
À la suite du redécoupage cantonal de 2014, le canton a été supprimé en mars 2015, les communes dépendent désormais du canton du Blanc.

## Géographie
Ce canton était organisé autour de la commune de Mézières-en-Brenne, dans l'arrondissement du Blanc. Il se situait dans l'ouest du département.
Son altitude variait de 76 m (Saint-Michel-en-Brenne) à 152 m (Villiers).

## Histoire
Le canton fut créé le 15 février 1790. En 1801,, une modification est intervenue.
Il a été supprimé en mars 2015, à la suite du redécoupage cantonal de 2014.

## Administration

### Conseillers généraux de 1833 à 2015
| Période                                  | Période        | Identité                                              | Étiquette           | Qualité |
| ---------------------------------------- | -------------- | ----------------------------------------------------- | ------------------- | --- |
| 1833                                     | 1839           | Charles Ignace Casse                                  | ?                   | Ancien Maréchal des logis chef du 19ème régiment de Dragons Maire d'Azay-le-Ferron                                                                          |
| 1839                                     | 1870           | Jacques Navelet (1801-1892)                           | ?                   | Maire de Mézières-en-Brenne Propriétaire, conseiller d'arrondissement                                                                                       |
| 1870                                     | 1871           | Gustave Verbeckmoës (1834-1924)                       | Républicain         | Avocat au barreau de Paris Conseiller municipal de Villiers                                                                                                 |
| 1871                                     | 1874           | Marie François Gustave Baron de Lestrange (1838-1891) | ?                   | Propriétaire du château de Lancosme Maire de Vandœuvres (1873-1890)                                                                                         |
| 1874                                     | 1877,          | Jules Lebaudy                                         | Constitutionnel     | Propriétaire à Saint-Michel-en-Brenne |
| 1878                                     | 1892           | François Edouard Cavé (1849-1923)                     | Droite              | Agriculteur Maire de Saulnay |
| 1892                                     | 1911,          | Henry-Antoine Mary-Faguet                             | Républicain         | Propriétaire à Paulnay |
| 1911                                     | 1924,          | Joseph Leglos                                         | Gauche démocratique | Député de l'Indre (1898-1902) Sénateur de l'Indre (1906-1924) Maire de Paulnay Propriétaire agricole                                                        |
| 1924                                     | 1928           | Henri Virly                                           | Radical             | Maire de Saint-Michel-en-Brenne Agriculteur |
| 1928                                     | 1940           | François Cavé (1890-1986)                             | URD                 | Agriculteur à Saulnay Membre de la Commission administrative départementale en 1941 Conseiller départemental en 1942                                        |
|                                          |                |                                                       |                     | |
| 1945                                     | septembre 1973 | Roger Morève                                          | Radical             | Député de l'Indre (1951-1958) Sénateur de l'Indre (1959-1971) Maire de Mézières-en-Brenne (1939-194. et 1945-1971) Commerçant et Agriculteur                |
| septembre 1973                           | mars 1979      | Jean Herpin (1921-2000)                               | DVD puis UDF        | Maire d'Azay-le-Ferron |
| mars 1979                                | mars 1985      | Raymond Coutant (1927-2014)                           | PS                  | Maire d'Azay-le-Ferron |
| mars 1985                                | mars 2015      | Jean-Louis Camus,                                     | DVD                 | Vice-président du conseil général de l'Indre Président de la communauté de communes Cœur de Brenne Maire de Mézières-en-Brenne Retraité des travaux publics |
| Les données manquantes sont à compléter. |                |                                                       |                     | |

### Résultats électoraux
- Élections cantonales de 2004 : Jean-Louis Camus (Divers droite) est élu au 2e tour avec 52,21 % des suffrages exprimés, devant Jean-François Lalange (PS) (47,79 %). Le taux de participation est de 81,65 % (2 474 votants sur 3 030 inscrits)[14].
- Élections cantonales de 2011 : Jean-Louis Camus (Divers droite) est élu au 1er tour avec 54,52 % des suffrages exprimés, devant Dominique Fleurat (PS) (20,26 %) et Vincent Leroy (FN) (8,89 %). Le taux de participation est de 49,64 % (4 714 votants sur 9 497 inscrits)[15].

### Conseillers d'arrondissement (de 1833 à 1940)
| Période                                  | Période | Identité              | Étiquette           | Qualité |
| ---------------------------------------- | ------- | --------------------- | ------------------- | --- |
| 1833                                     | 1839    | Jacques Navelet       |                     | Propriétaire, maire de Mézières                                                                             |
| 1839                                     | 1845    | Jacques Benjamin Brun |                     | Ancien notaire, propriétaire à Azay-le-Ferron                                                               |
|                                          |         |                       |                     | |
| 1913                                     | 1931    | Eugène Morève         |                     | Négociant en grains, maire de Mézières-en-Brenne                                                            |
| 1931                                     | 1940    | M. Piget              | Républicain radical | Maire de Villiers                                                                                           |
| 1940                                     |         |                       |                     | Les conseils d'arrondissement ont été suspendus par la loi du 12 octobre 1940 et n'ont jamais été réactivés |
| Les données manquantes sont à compléter. |         |                       |                     | |

## Composition
Le canton de Mézières-en-Brenne, d'une superficie de 313,85 km2, était composé de huit communes.
- Azay-le-Ferron
- Mézières-en-Brenne
- Obterre
- Paulnay
- Sainte-Gemme
- Saint-Michel-en-Brenne
- Saulnay
- Villiers

## Démographie

### Évolution démographique
| 1962  | 1968  | 1975  | 1982  | 1990  | 1999  | 2006  | 2012  | 2015  |
| ----- | ----- | ----- | ----- | ----- | ----- | ----- | ----- | ----- |
| 5 651 | 5 103 | 4 522 | 4 162 | 3 906 | 3 721 | 3 593 | 3 528 | 3 472 |

### Âge de la population
La pyramide des âges, à savoir la répartition par sexe et âge de la population, du canton de Mézières-en-Brenne en 2009 ainsi que, comparativement, celle du département de l'Indre la même année sont représentées avec les graphiques ci-dessous.
La population du canton comporte 49,8 % d'hommes et 50,2 % de femmes. Elle présente en 2009 une structure par grands groupes d'âge plus âgée que celle de la France métropolitaine.
Il existe en effet 48 jeunes de moins de 20 ans pour cent personnes de plus de 60 ans, soit un indice de jeunesse de 0,48, alors que pour la France cet indice est de 1,06. L'indice de jeunesse du canton est également inférieur à celui  du département (0,67) et à celui de la région (0,95).
| Hommes | Classe d’âge | Femmes |
| ------ | ------------ | ------ |
| 1,0    | 90 ans ou +  | 2,1    |
| 12,9   | 75 à 89 ans  | 16,8   |
| 20,4   | 60 à 74 ans  | 20,1   |
| 23,8   | 45 à 59 ans  | 19,9   |
| 16,5   | 30 à 44 ans  | 16,6   |
| 11,8   | 15 à 29 ans  | 11,8   |
| 13,7   | 0 à 14 ans   | 12,8   |

| Hommes | Classe d’âge | Femmes |
| ------ | ------------ | ------ |
| 0,5    | 90 ans ou +  | 1,6    |
| 9,6    | 75 à 89 ans  | 13,8   |
| 17,0   | 60 à 74 ans  | 17,5   |
| 22,1   | 45 à 59 ans  | 20,6   |
| 19,2   | 30 à 44 ans  | 17,8   |
| 15,0   | 15 à 29 ans  | 13,6   |
| 16,6   | 0 à 14 ans   | 15,1   |